# Wilhelm Boetticher (Kaufmann)
Wilhelm Boetticher (* 9. November 1822 in Braunschweig; † unsicher: 1901 in unsicher: Hannover) war ein deutscher Kaufmann, der unter anderem die Firma Wilh. Boetticher, „mechanische Weberei und Kleiderfabrik“ begründete.

## Leben

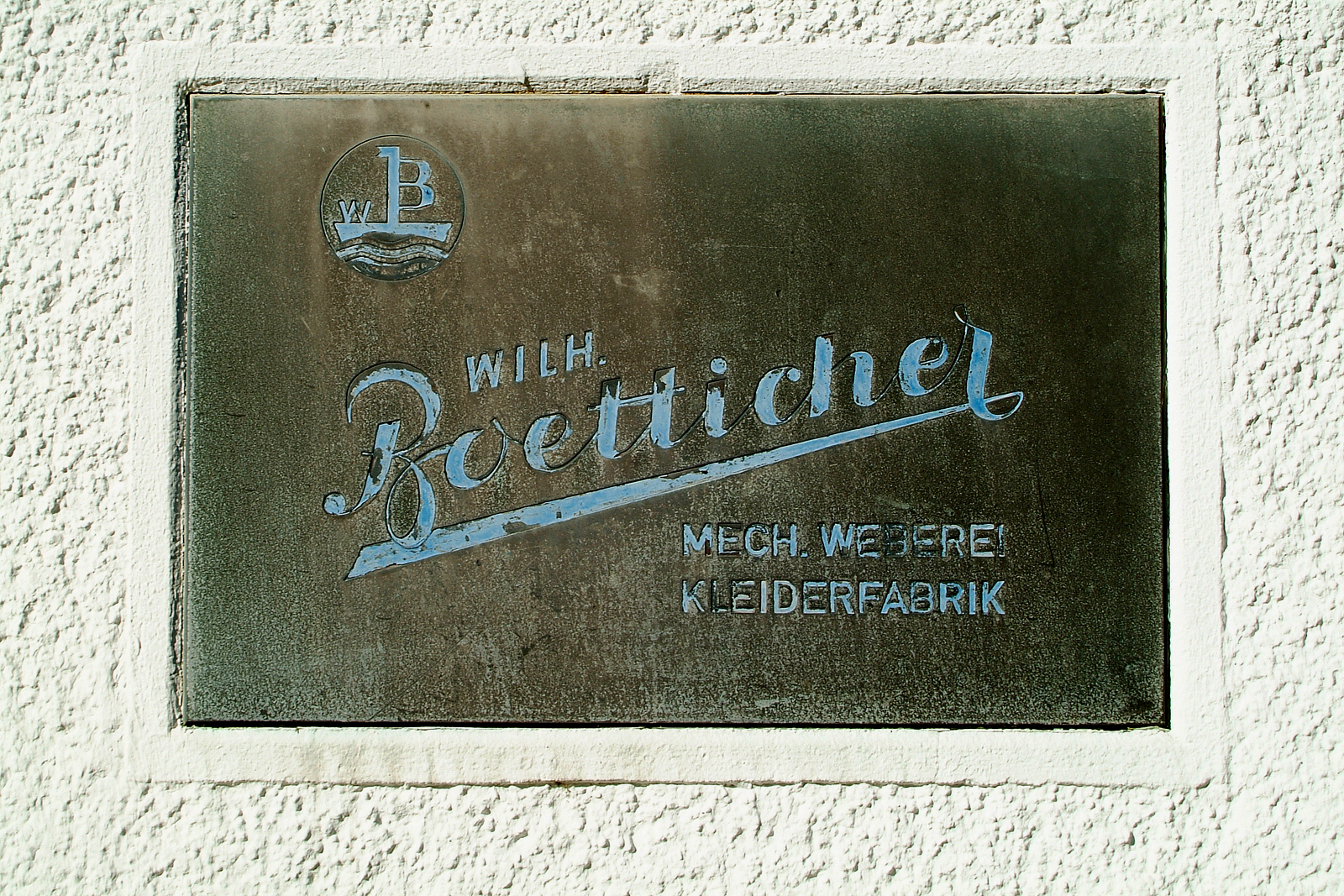
Firmenschild und Logo der von Boetticher begründeten Wilh. Boetticher, mechanische Weberei und Kleiderfabrik

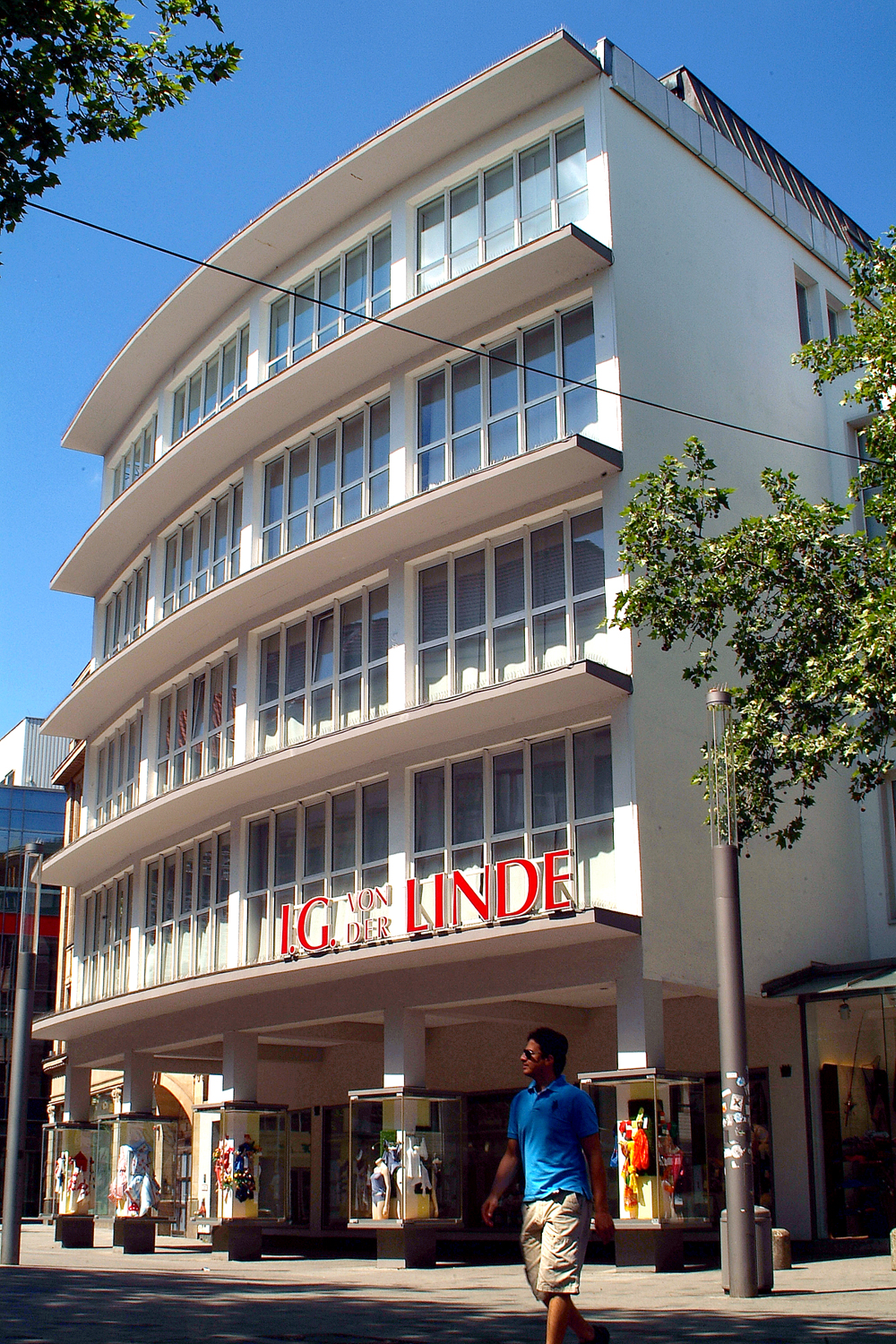
I. G. von der Linde verlegte Boetticher an die neu angelegte Karmarschstraße

Wilhelm Boetticher fuhr 1854, noch zur Zeit des Königreichs Hannover, mit der gerade neu gebauten Eisenbahn nach Hannover, um sich dort niederzulassen. Drei Jahre später eröffnete er 1857 seinen ersten Geschäftssitz für seinen Bekleidungshandel in der Knochenhauerstraße 44. Zu der Zeit herrschte in der rund 34.000 Einwohner zählenden Stadt Hannover noch das Zunftwesen.
Nach rund sieben Jahren als Grossist „englischer und deutscher Manufakturwaren“ zählte Boetticher zu den angesehensten Kaufleuten der Stadt, da er unter anderem erfolgreich mit den seinerzeit noch verschiedensten Maß- und Gewichtssystemen umgehen konnte. So hatte sich beispielsweise der Meter noch nicht gegen die Ellenrechnung durchgesetzt. Auch der Zahlungsverkehr war noch kompliziert: Neben den im Königreich Hannover geläufigen Silbergroschen, Georgsgroschen und Thalern waren zahlreiche Fremdwährungen meist unbekannten Wertes im Umlauf. Boetticher wusste die Angebote der ebenfalls 1857 gegründeten Hannoverschen Bank sofort für seine Firma und einen reibungslosen Außenhandel zwischen England und Hannover zu nutzen.
Nach der Annexion des Königreichs Hannover durch Preußen 1866 wich das Zunftwesen der Gewerbefreiheit; 1867 gründete Wilhelm Boetticher mit 19 weiteren Personen im Alten Rathaus die Handelskammer (heute: Industrie- und Handelskammer Hannover).
Wilhelm Boetticher war acht Jahre lang Mitglied der Direktion des Hannoverschen Gewerbevereins.
Nach dem Tod des Inhabers der Firma I. G. von der Linde, Johann Georg von der Linde, kaufte Boetticher 1872 dessen Geschäft, das unter der Hausnummer 43 ebenfalls in der Knochenhauerstraße lag.
Als nach dem Bau des hannoverschen Hauptbahnhofs und der Anlage der Ernst-August-Stadt dann ab 1879 der Ost-West-Durchbruch der Karmarschstraße und der Grupenstraße quer durch die jahrhundertealten Straßenzüge der Stadt begonnen hatte, kaufte Boetticher die Eckgebäude Osterstraße 93 und 94 beziehungsweise die Karmarschstraße 14. In diese bessere Verkehrslage verlegte er nun seine „Engros-Firma Wilh. Boetticher“ und die hinzugekaufte „Detail-Firma I. G. von der Linde“, die 1901 wieder von Wilh. Boetticher getrennt wurde, dem Jahr des vermuteten Sterbedatums Boettichers.
Zuvor war Boetticher 1899 zum „Hoflieferanten des Königs und Kaisers“ ernannt worden.